# 지방도 제602호선
지방도 제602호선은 충청남도 홍성군 홍북읍 대동리 내포신도시와 예산군 오가면 월곡리를 잇는 충청남도의 지방도이다.
본래 이 도로는 내포신도시 주 진입도로라는 이름으로 건설된 도로이며, 개통 당시에는 각각 홍성군 구간은 홍성군도 제20호선(4.3km), 예산군 구간은 예산군도 제17호선(4.1km)로 지정되어 있었다. 2015년 7월 1일 도로 개통 이후 교통량이 지속적으로 증가하고 있고, 서산영덕고속도로의 예산수덕사 나들목과의 연계 및 충청남도청 연결 도로의 상징성 등을 감안해서 지방도 승격을 추진해 2015년 9월 10일 지방도로 승격되었다. 노선 번호는 도로 번호 부여 체계에 따라 충남도청 관문도로로서의 상징성을 고려하여 동서축을 의미하는 짝수 번호의 가장 첫 번째인 602호로 정했다.

## 연혁
- 2015년 7월 1일 : 도로 개통[2]
- 2015년 9월 10일 : 지방도 제602호선으로 지정[3]

## 주요 경유지
- 홍성군
  - 홍북읍 (나들목사거리 동단 교량) - 홍북 교차로 - 홍북터널(260m) - 삽교천교 - 산수과선교 - 산수교 - 산수 교차로

- 예산군
  - 응봉면 계정교 - 계정 교차로 - 주령 교차로 - 주령교 - 응봉교 - 응봉1 교차로 - 송석교
  - 오가면 응봉2 교차로 - 국도 제21호선과 직결

## 도로명
전 구간 충남대로로 되어 있다.